# Fredrik Ljungberg
Karl Fredrik »Freddie« Ljungberg (IPA: [ˈfreːdrɪk ˈjɵŋ.ˈbærj]), švedski nogometaš in trener, * 16. april 1977, Vittsjö, Švedska.
Ljungberg je kariero začel pri klubu Halmstads BK v švedski ligi. Nato je leta 1998 prestopil v Premier League k Arsenalu, za katerega je do leta 2007 odigral 216 prvenstvenih tekem in dosegel 46 golov. S klubom je v sezonah 2001/02 in 2003/04 osvojil naslov prvaka v Premier League, v letih 2002, 2003 in 2005 FA pokal ter v letih 1999, 2002 in 2004 še angleški superpokal. V sezoni 2001/02 je bil izbran za najboljšega nogometaša v Premier League, v letih 2002 in 2006 pa za najboljšega švedskega nogometaša. Ob koncu kariere je krajši čas igral za klube West Ham United prav tako v Premier League, Seattle Sounders FC in Chicago Fire v ameriški ligi MLS, Celtic v škotski ligi in nazadnje Šimizu S-Pulse v japonski ligi.
Za švedsko reprezentanco je med letoma 1998 in 2008 odigral 75 uradnih tekem in dosegel štirinajst golov. Med letoma 2006 in 2008 je bil reprezentančni kapetan. Nastopil je na svetovnih prvenstvih v letih 2002 in 2006 ter evropskih prvenstvih v letih 2000, 2004 in 2008.